# 威秀有限公司
威秀有限公司（英語：Village Roadshow Limited）为一家澳大利亚公司，業務包括經營電影院、遊樂園，製作和發行電影。在被私人股權公司BGH Capital收購之前，該公司曾在澳洲證券交易所上市，並由威秀公司（Village Roadshow Corporation）擁有多數股份，其中公司最高職務多由柯比家族的成員擔任。

## 歷史
威秀最初以「Village Drive-Ins」（後來稱為「Village Drive-in and Cinemas」，今日為「威秀影城 (Village Cinemas)」）的名稱開始運營，1954年，創始人羅克·柯比在澳洲墨爾本郊區的克羅伊登開始經營澳洲最早的汽車戲院之一。公司名稱來源於戲院鄰近一個名叫「Croydon Village」的購物中心。該公司後來在主要地區擴展到傳統電影院，儘管它仍在墨爾本科堡經營「Coburg Drive-In」。
1960年代，公司擴展了業務，與Greater Union成立了均等股權合資公司，開始了電影發行業務，並在1970年代開始生產電影。最初的連鎖電影院已成為該公司現今持續涉及參與的業務。
1988年，威秀接管了De Laurentiis娛樂集團，並更名為威秀有限公司。這使該公司籌集了更多的資金來進一步擴張。
1990年代，公司進入多媒體與娛樂的業務。包括採購和開發主題遊樂園；收購並整合電台廣播網Triple M和Today以創建Austereo Group Limited；創建威秀音樂、威秀電影並開始與華納兄弟公司合作製作。
威秀已將其國際電影市場縮減至澳洲和新加坡。該公司將其威秀電影部門與Concord音樂集團合併，組成了一個位於洛杉磯的多元娛樂部門—威秀娛樂集團。
在2019年下半年，公司資深人士格拉漢姆·伯克（Graham Burke）辭去了執行長的職務，成為非常務董事，而克拉克·柯比（Clark Kirby）的繼任人則擔任執行長。
2020年，威秀正在與私人股權公司BGH Capital討論收購要約。在COVID-19大流行而封閉遊樂園和電影院後，報價降低了。

## 資產
- 威秀電視
  - Roadshow Rough Diamond
  - BLINK TV
- 澳洲戲院（Australian Theatres）（與Event Hospitality & Entertainment合資）
  - 威秀影城（Village Cinemas）
  - 伊凡特影城（Event Cinemas）
    - Greater Union
    - Birch, Carrol and Coyle
- 威秀娛樂（Roadshow Entertainment）
  - Roadshow Films
    - FilmNation Entertainment（31%[註 1]）
- 威秀娛樂集團（Village Roadshow Entertainment Group）（20%[註 2]）
  - 威秀電影娛樂（Village Roadshow Pictures Entertainment）
  - 
    - 威秀電影（Village Roadshow Pictures）
      - 威秀電影亞洲公司（Village Roadshow Pictures Asia）
      - 北京完美影视传媒（Perfect Village Entertainment）（中國）（與完美世界影視和中國奮進公司合資）[7]
        - 完美威秀娛樂(香港)有限公司（Perfect Village Entertainment HK Limited）

  - Village Roadshow Productions
  - Reel Corporation
    - Reel DVD
- 威秀主題公園（Village Roadshow Theme Parks）
  - Australian Outback Spectacular
  - Paradise Country
  - Sea World
    - Sea World Resort & Water Park

  - 華納兄弟電影世界（與AT&T合資）
  - Wet'n'Wild（與CNL Lifestyle Properties合資）
    - Wet'n'Wild Las Vegas
    - Wet'n'Wild Gold Coast
- Village Roadshow Studios
- Village Roadshow Marketing Solutions
  - Edge
  - Edge Consumer
  - Opia
  - Lifestyle Rewards
- Austereo
- Village Films Greece
- 威秀音樂（Roadshow Music）
  - Concord Music
- Golden Village[8]
  - Golden Village Pictures
- Flying Bark Productions

## 註腳
1. ↑  2020年5月
2. ↑  2020年5月

## 外部鏈結
- 官方网站